# ブランズビール

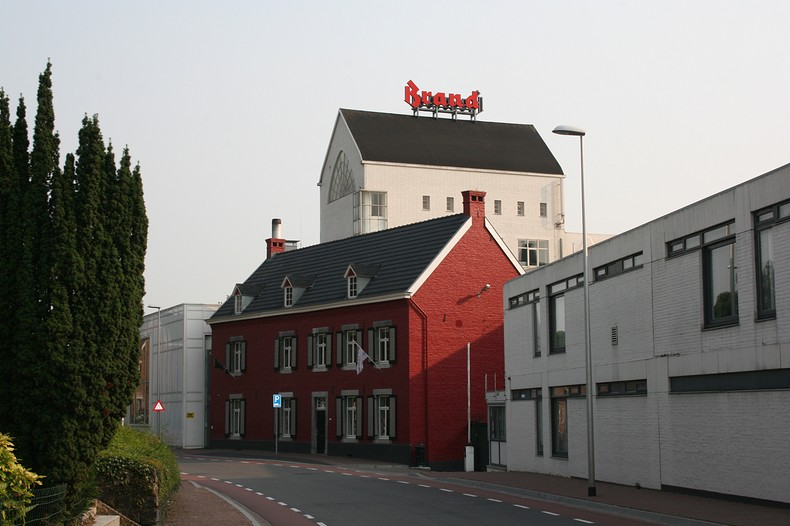

ブランドビール（蘭: Brand Bierbrouwerij B.V.）は、オランダのリンブルフ州のビールブランド。日本語ではブランズビールとも書く。1340年からビール製造を開始、会社として設立されたのは1871年。その後1989年ハイネケンに買収され傘下にある。現在もヨーロッパやアジアを中心に強い支店網を有する。

## 製品
- ブランズ・ピルセナー(Brand Pilsener)5.0％
- ブランズ・アップ(Brand UP)5.5％
- ブランズ・インペレーター(Brand Imperator)6.5％
- ブランズ・ダブルボック(Brand Dubbel bock)7.5％